# Polyacanthia strandi
Polyacanthia strandi är en skalbaggsart som beskrevs av Stefan von Breuning 1939. Polyacanthia strandi ingår i släktet Polyacanthia och familjen långhorningar. Inga underarter finns listade i Catalogue of Life.